# Attavante degli Attavanti
Attavante degli Attavanti (ur. 1452 r., zm. przed 1525 r.) – włoski iluminator ksiąg liturgicznych i świeckich związany z Florencją oraz dworami Medyceuszów i króla Węgier Macieja Korwina.

## Galeria

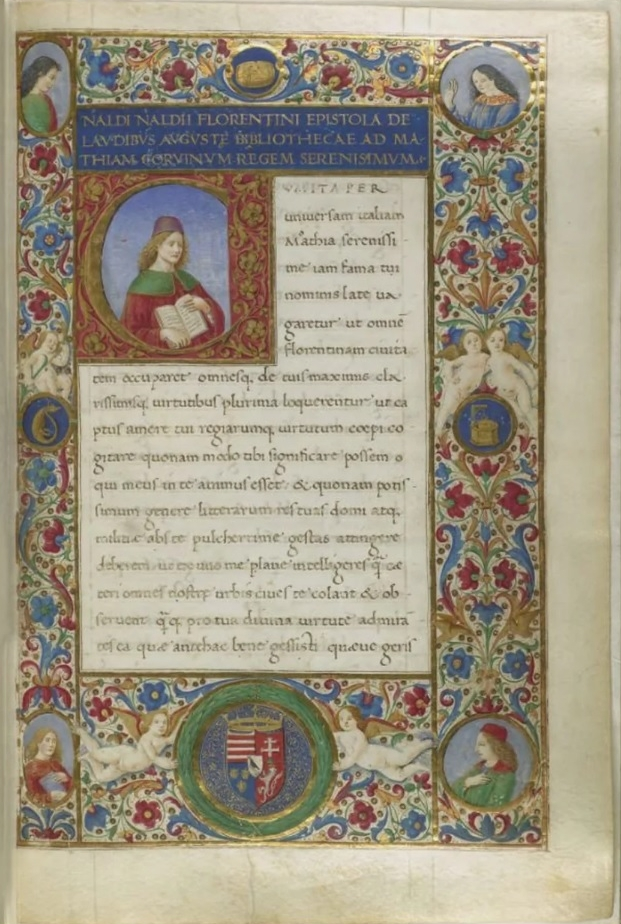
Kodeks Korwina
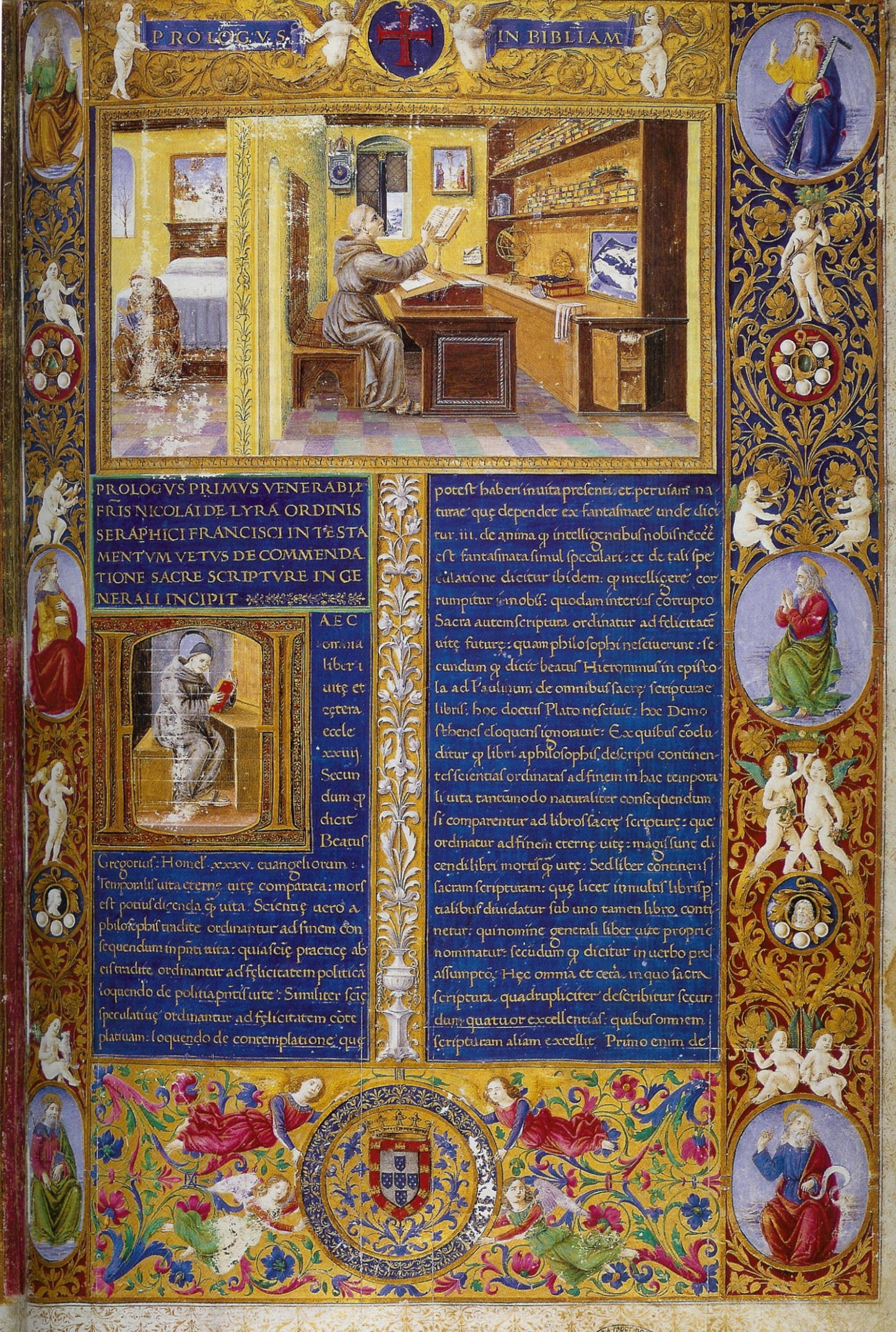
Bíblia dos Jerónimos
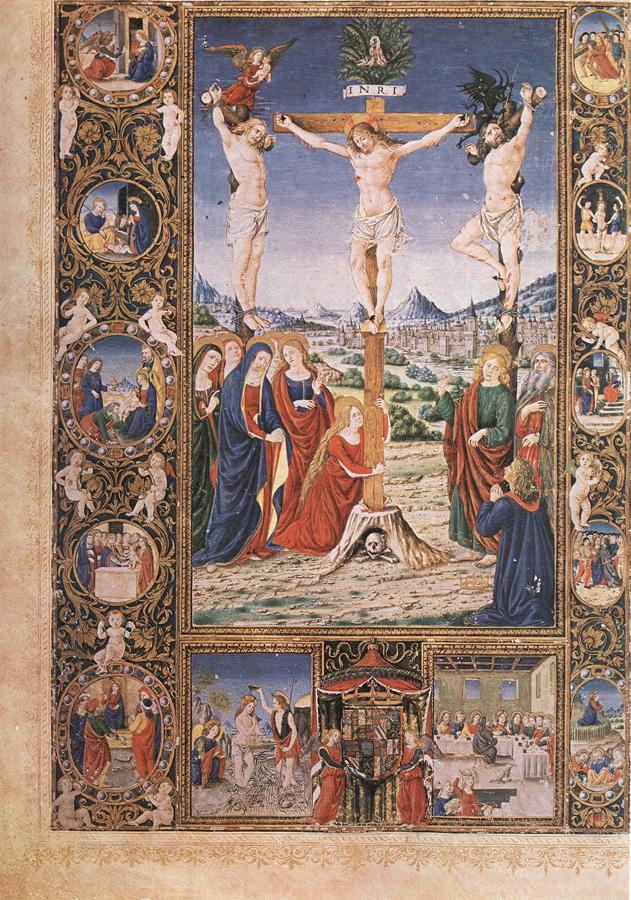
Mszał Macieja Korwina
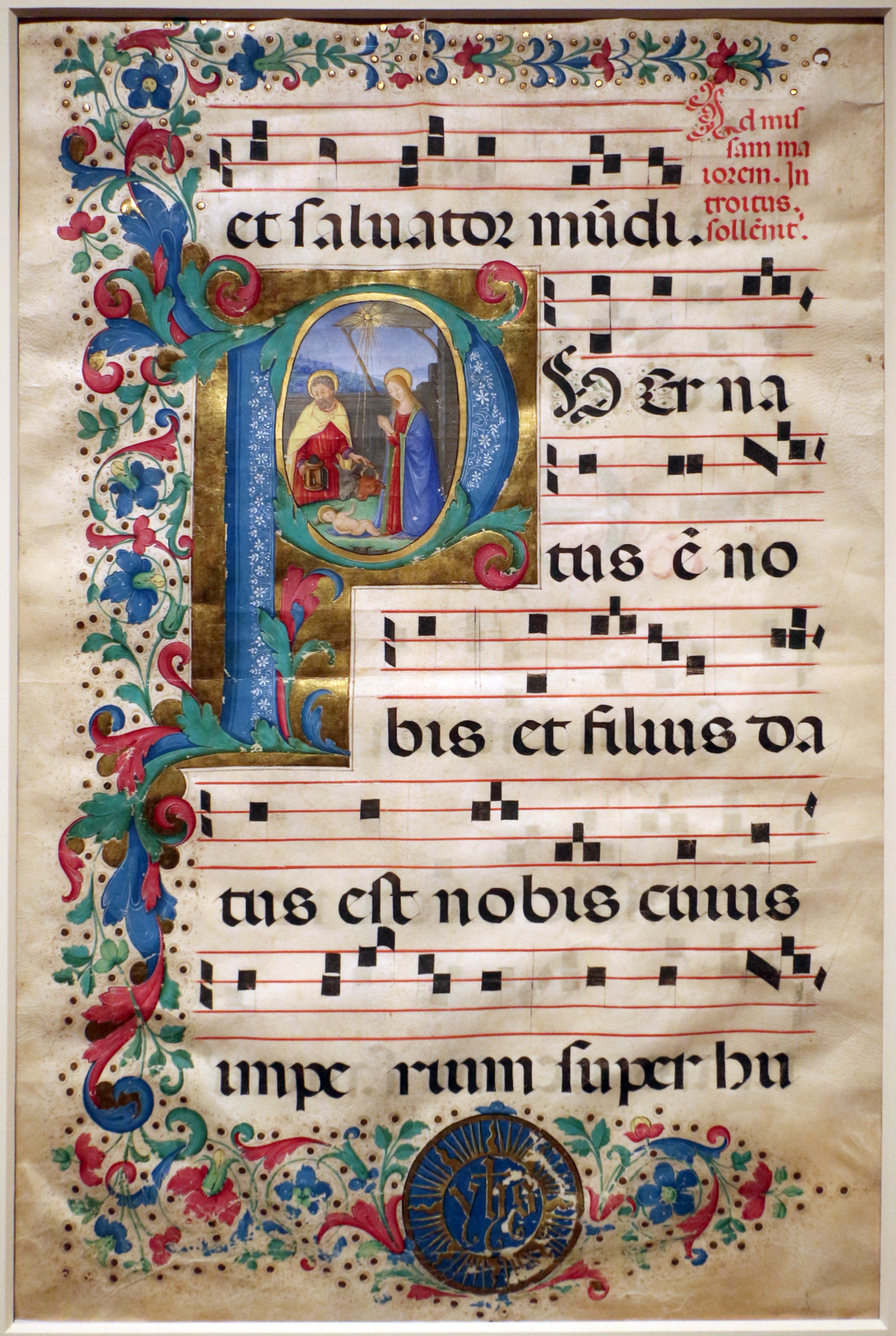
Graduał florencki
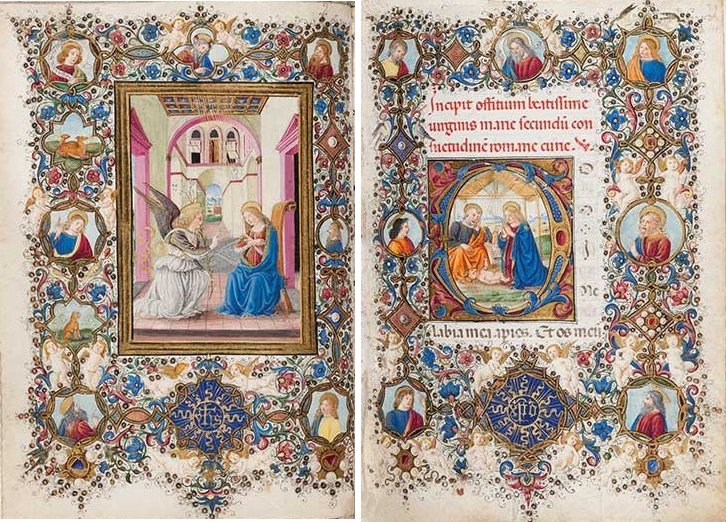
Księga Godzinek